# Paracedicus ephthalitus
Espèce
Synonymes
- Cedicus ephthalitus Fet, 1993

Paracedicus ephthalitus est une espèce d'araignées aranéomorphes de la famille des Desidae.

## Distribution
Cette espèce est endémique du Turkménistan. Elle se rencontre de 800 à 1 600 m d'altitude dans le Kopet-Dag.

## Description
Le mâle holotype mesure 4,85 mm et la femelle paratype mesure 6,25 mm.

## Systématique et taxinomie
Cette espèce a été décrite sous le protonyme Cedicus ephthalitus par Fet en 1993. Elle est placée dans le genre Paracedicus par Marusik et Guseinov en 2003.

## Étymologie
Cette espèce est nommée en l'honneur des Hephthalites.

## Publication originale
- Fet, 1993 : « The spider genus Cedicus Simon 1875 (Arachnida Aranei Agelenidae) from Middle Asia. » Arthropoda Selecta, vol. 2, no 1, p. 69-75 (texte intégral).